# Plebicula rondoni
Plebicula rondoni är en fjärilsart som beskrevs av Charles Oberthür 1906. Plebicula rondoni ingår i släktet Plebicula och familjen juvelvingar. Inga underarter finns listade i Catalogue of Life.